# Septembre 2000

## Dimanche3 septembre 2000
- France : début des grèves dans le domaine des transports routiers et de l'agriculture, provoquant la paralysie de la France. Ces grèves font suite à un prix record du baril de pétrole et durent jusqu'au 10 septembre. D'autres pays, notamment le Royaume-Uni sont également touchés par des manifestations pour les mêmes motivations.
- Vatican : le pape Jean-Paul II béatifie l’ancien pape Jean XXIII.

## Lundi4 septembre 2000
- France : le CAC 40 atteint son plus haut historique à 6 944,77 points.

## Mercredi6 septembre 2000
- Organisation des Nations unies : début de la réunion de 180 chefs d'État à New York dans le cadre du Sommet du millénium des Nations unies.

## Samedi9 septembre 2000
- Formule 1 : Grand Prix automobile d'Italie.

## Dimanche10 septembre 2000
- Sierra Leone : Les forces britanniques lancent l'opération Barras pour libérer des militaires l'armée britanniques prit en otages.
- rallye : Carlos Sainz remporte le rallye de Chypre

## Vendredi15 septembre 2000
- Sydney, Australie : cérémonie d'ouverture des Jeux olympiques d'été de 2000

## Mercredi20 septembre 2000
- Jeux olympiques d'été de 2000 : à la veille de la compétition du 400m, la triple championne olympique Marie-José Pérec quitte précipitamment les olympiades de Sydney et déclare forfait.

## Samedi23 septembre 2000
- Formule 1 : Grand Prix automobile des États-Unis.
- Naissance de Kalani Hilliker.

## Dimanche24 septembre 2000
- France : adoption du quinquennat pour les élections du Président de la République française par 73,24 % des votants lors d'un référendum marqué par 68 % d'abstentionnistes.
- Économie : début du sommet du FMI et de La Banque Mondiale à Prague, contre-sommet altermondialiste de 30 000 personnes. Le sommet se déroule du 24 au 26 septembre.
- Jeudi 26 septembre 2000
- Naufrage de l'Express Samina

## Jeudi28 septembre 2000
- Jérusalem : visite du leader de la droite israélienne Ariel Sharon de l'Esplanade des mosquées et du Temple de Jérusalem. Cette visite est perçue par les palestiniens comme une provocation et est considérée comme étant la date de départ de la Seconde Intifada. Les affrontements entre des Palestiniens et les forces de l'ordre israéliennes commencent.

## Naissances
- 1 septembre : Bryan Teixeira, footballeur cap-verdien
- 2 septembre : Nada Laaraj, taekwondoïste marocaine
- 7 septembre : Ariarne Titmus, nageuse australienne
- 13 septembre : Ikuma Sekigawa, footballeur japonais
- 14 septembre :
  - Han Jisung : chanteur, rappeur, compositeur, parolier et danseur sud-coréen du groupe Stray Kids
  - Ethan Ampadu, footballeur international gallois
  - Nah'Shon Hyland, joueur américain de basket-ball
  - Indrit Tuci, footballeur albanais
- 15 septembre : 
  - Lee Felix, membre du groupe sud-coréen Stray Kids
  - Vetle Skjærvik, footballeur norvégien
- 17 septembre : Victor Eriksson, footballeur suédois
- 18 septembre : Filip Souček, footballeur tchèque
- 22 septembre :
  - Kim Seungmin, chanteur sud-coréen du groupe Stray Kids
- 26 septembre : 
  - Hugo Gaston, joueur de tennis français
  - Muhammed Cham, footballeur autrichien
  - Cas Odenthal, footballeur néerlandais
  - Liang Yanfen, athlète handisport chinoise
- 29 septembre : Samuel Brolin, footballeur suédois

## Décès
- 4 septembre :
  - Bernard Assiniwi, écrivain.
  - Augusto Vargas Alzamora, cardinal péruvien, jésuite et archevêque de Lima (° 9 novembre 1922).
- 12 septembre : Stanley Turrentine, saxophoniste de jazz américain (° 5 avril 1934).
- 13 septembre : Georges Le Sant, compagnon de la Libération (° 5 décembre 1914).
- 15 septembre : Dino Ferrari, 85 ans, peintre italien (° 29 mai 1914).
- 18 septembre : Gilbert Carpentier, producteur français de télévision (°20 mars 1920).
- 22 septembre : Vincenzo Fagiolo, cardinal italien, président du Conseil pontifical pour les textes législatifs (° 5 février 1918).
- 26 septembre : Paul-Joseph-Marie Gouyon, cardinal français, archevêque de Rennes (° 24 octobre 1910).
- 27 septembre : Francis le Belge, parrain de la mafia marseillaise.
- 28 septembre : Pierre Elliott Trudeau, ancien premier ministre du Canada.